# شعار يوكون (إقليم)

شعار النبالة

أعتمد شعار النبالة لإقليم يوكون في سنة 1956 م .

## معنى الشعار
يرمز الجزءالسفلي من الدرع إلى جبال إقليم يوكون ,. ترمز الأقراص الذهبية الأربعة الموجودة على الدرع إلى الموارد المعدنية الموجودة في الإقليم بينما يرمز الخطان المتموجان اللذان هما باللون الأبيض إلى الأنهار الموجودة في الأقليم. يرمز الصليب الأحمر الموجود على الدرع إلى مقاطعة إنجلترة